# Leezen (Holstein)

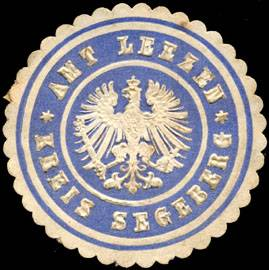
Siegelmarke Amt Leezen

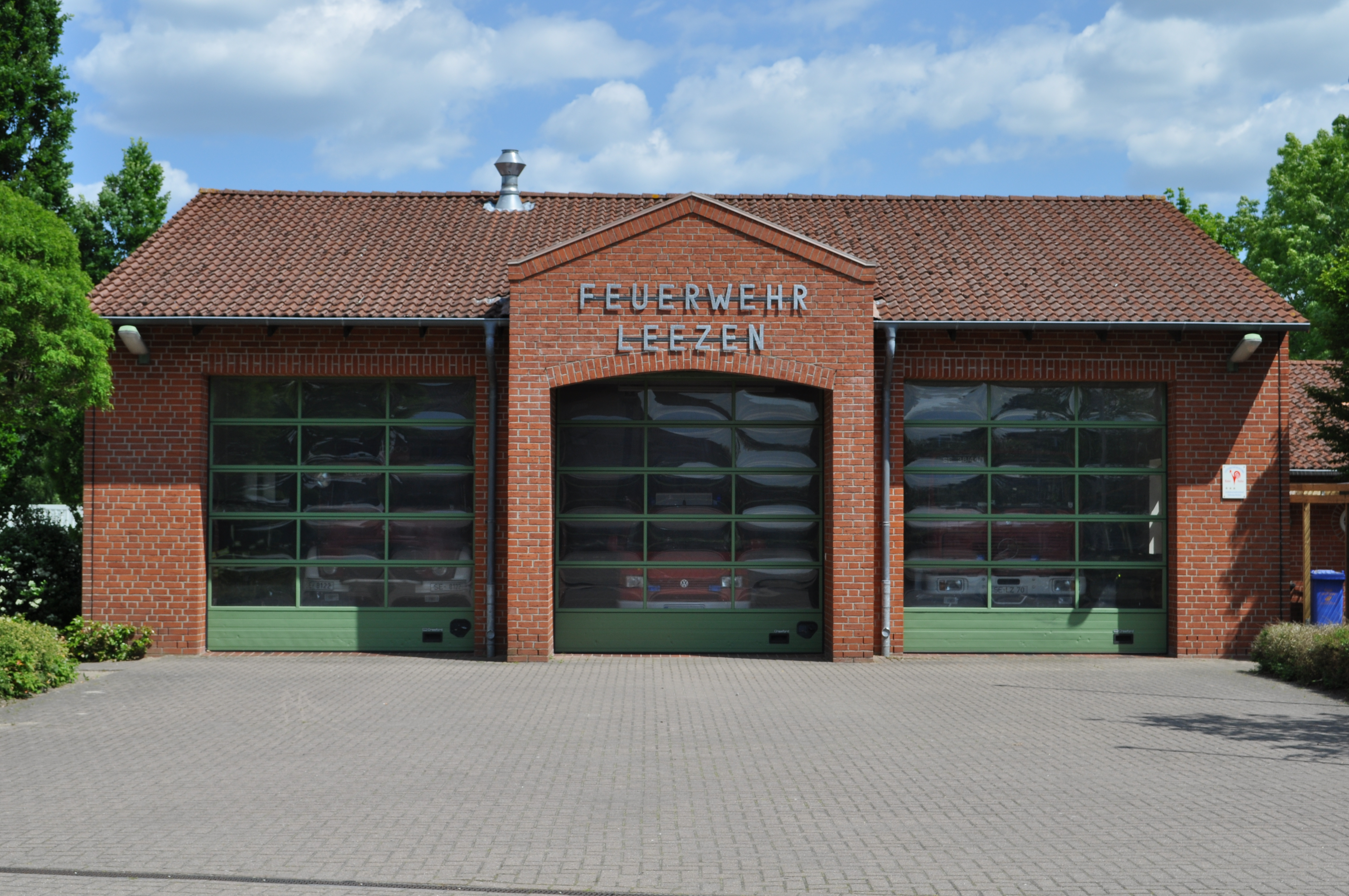
Feuerwache in Leezen

Leezen ist eine Gemeinde im Kreis Segeberg in Schleswig-Holstein. Die Raumordnung klassifiziert den Ort als Ländlichen Zentralort.

## Geographie

### Geographische Lage
Das Gemeindegebiet von Leezen erstreckt sich vom westlichen Ufer des Neversdorfer Sees entlang der Bäche Leezener Au und Groß Niendorfer Au im südöstlichen Teilbereich des Naturraums Ostholsteinisches Hügel- und Seenland (Haupteinheit Nr. 702) wenige Kilometer südsüdwestlich von Bad Segeberg.

### Ortsteile
Die Gemeinde Leezen umfasst siedlungsgeographisch mehrere Wohnplätze. Neben dem namenstiftenden Dorf, einem Kirchdorf, liegen außerdem die weiteren Dörfer Heiderfeld und Krems I, sowie die Häusergruppen Am See und Mühlenkamp als weitere Ortsteile im Gemeindegebiet.

### Nachbargemeinden
Direkt an Leezen angrenzende Gemeindegebiete sind:
| Fredesdorf | Kükels, Mözen                               |            |
|            | Kompassrose, die auf Nachbargemeinden zeigt | Bebensee   |
| Sülfeld    | Groß Niendorf                               | Neversdorf |

## Geschichte
Vermutlich entstand das Dorf Leezen, als sächsische Siedler in der karolingischen Zeit im Grenzgebiet zu den slawischen Gebieten im heutigen Ostholstein (der Limes Saxoniae verlief in unmittelbarer Nähe) den Wald rodeten und sich am Leezener See, heute Neversdorfer See, niederließen. In einer Bulle von Papst Innozenz III. vom 10. Oktober 1199 wird erstmals eine „ecclesia in latzinghe“ (Kirche in Leezen) erwähnt. Bereits 1134 wurde das neu gegründete Kloster Segeberg von Kaiser Lothar III. mit Lehen beschenkt, wie im Hamburger Urkundenbuch (152) vermerkt ist. In der Stiftungsurkunde der Segeberger Kirche vom 17. März 1137 von Kaiser Lothar III.  wird Leezen im Gegensatz zu Högersdorf, Schwissel und Mözen nicht als abgabenpflichtiges Dorf genannt. Auch in der Bestätigungsurkunde von Bischof Vicelin vom 25. September 1150, die weitere Dörfer wie Wahlstedt nennt, ist latzinghe nicht aufgeführt.
Im Dreißigjährigen Krieg von 1618 bis 1648 brannten die in Holstein eingefallenen Schweden und Dänen Leezen und Heiderfeld nieder. Die verödeten Höfe wurden später neu aufgeteilt und das Dorf neu errichtet.
Die aus dem 11./12. Jahrhundert stammende Feldsteinkirche wurde 1870 bis auf den hölzernen Glockenturm durch einen Neubau ersetzt.

## Politik

### Gemeindevertretung
Bei der Kommunalwahl am 14. Mai 2023 wurden insgesamt 13 Sitze vergeben. Von diesen erhielt die Wählergemeinschaft Leezen acht Sitze und die CDU fünf Sitze.

### Wappen
Blasonierung: „In Silber über einem blauen Zwillingswellenbalken ein roter hölzerner Glockenturm, in der unteren Hälfte beiderseits begleitet von einem grünen Lindenbaum.“

## Sehenswürdigkeiten
In der Liste der Kulturdenkmale in Leezen (Holstein) stehen die in der Denkmalliste des Landes Schleswig-Holstein eingetragenen Kulturdenkmale.

## Infrastruktur

### Bildung
Für die schulische Bildung sorgt die Grund- und Gemeinschaftsschule Leezen, in der Schüler die erste bis zehnte Klasse besuchen.

### Verkehr
Durch das Gemeindegebiet von Leezen führt (grob in Nord-Süd-Richtung) die Bundesstraße 432 im Abschnitt zwischen Bad Segeberg und Norderstedt.
Im Öffentlicher Personennahverkehr besteht Anschluss im Hamburger Verkehrsverbund mittels der Buslinie 7550 zwischen dem U-Bahnhof Hamburg-Ochsenzoll und dem Bahnhof Bad Segeberg.